# Mullen Malong River
Der Mullen Malong River ist ein Fluss im Osten des australischen Bundesstaates New South Wales. 
Er entspringt im Zentrum des Yengo-Nationalparks und fließt nach Osten. Im angrenzenden Naturschutzgebiet Putty State Forest mündet der Mullen Malong River in den Macdonald River.
Er fließt durch unbesiedeltes Gebiet nördlich des ‚’Kinderun Mountain’’ und ist nicht durch Straßen zugänglich.